# Lestes
Lestes é um género de libelinha da família Lestidae.
Este género contém as seguintes espécies:
- Lestes alacer Hagen, 1861
- Lestes alfonsoi González & Novelo, 2001
- Lestes amicus Martin, 1910
- Lestes angularis Fraser, 1929
- Lestes apollinaris Navás, 1934
- Lestes auripennis Fraser, 1955
- Lestes auritus Hagen in Selys, 1862
- Lestes australis Walker, 1952
- Lestes barbarus (Fabricius, 1798)
- Lestes basidens Belle, 1997
- Lestes bipupillatus Calvert, 1909
- Lestes concinnus Hagen in Selys, 1862
- Lestes congener Hagen, 1861
- Lestes curvatus Belle, 1997
- Lestes debellardi De Marmels, 1992
- Lestes dichrostigma Calvert, 1909
- Lestes disjunctus Selys, 1862
- Lestes dissimulans Fraser, 1955
- Lestes dorothea Fraser, 1924
- Lestes dryas Kirby, 1890
- Lestes elatus Hagen in Selys, 1862
- Lestes eurinus Say, 1839
- Lestes falcifer Sjöstedt, 1918
- Lestes fernandoi Costa, De Souza & Muzón, 2006
- Lestes forcipatus Rambur, 1842
- Lestes forficula Rambur, 1842
- Lestes garoensis Lahiri, 1987
- Lestes helix Ris, 1918
- Lestes henshawi Calvert, 1907
- Lestes ictericus Gerstäcker, 1869
- Lestes inaequalis Walsh, 1862
- Lestes japonicus Selys, 1883
- Lestes jerrelli Tennessen, 1997
- Lestes jurzitzai Muzon, 1994
- Lestes macrostigma (Eversmann, 1836)
- Lestes malabaricus Fraser, 1929
- Lestes malaisei Schmidt, 1964
- Lestes minutus Selys, 1862
- Lestes nigriceps Fraser, 1924
- Lestes nodalis Selys, 1891
- Lestes numidicus Samraoui, Weekers & Dumont, 2003
- Lestes ochraceus Selys, 1862
- Lestes pallidus Rambur, 1842
- Lestes patricia Fraser, 1924
- Lestes paulistus Calvert, 1909
- Lestes pictus Hagen in Selys, 1862
- Lestes pinheyi Fraser, 1955
- Lestes plagiatus (Burmeister, 1839)
- Lestes praecellens Lieftinck, 1937
- Lestes praemorsus Hagen in Selys, 1862
- Lestes praevius Lieftinck, 1940
- Lestes pruinescens Martin, 1910
- Lestes quadristriatus Calvert, 1909
- Lestes rectangularis Say, 1839
- Lestes regulatus Martin, 1910
- Lestes scalaris Gundlach, 1888
- Lestes secula May, 1993
- Lestes sigma Calvert, 1901
- Lestes silvaticus Schmidt, 1951
- Lestes simplex Hagen, 1861
- Lestes simulatrix McLachlan, 1895
- Lestes spatula Fraser, 1946
- Lestes sponsa (Hansemann, 1823)
- Lestes spumarius Hagen in Selys, 1862
- Lestes sternalis Navás, 1930
- Lestes stultus Hagen, 1861
- Lestes temporalis Selys, 1883
- Lestes tenuatus Rambur, 1842
- Lestes thoracicus Laidlaw, 1920
- Lestes tikalus Kormoondy, 1959
- Lestes trichonus Belle, 1997
- Lestes tricolor Erichson, 1848
- Lestes tridens McLachlan, 1895
- Lestes umbrinus Selys, 1891
- Lestes uncifer Karsch, 1899
- Lestes undulatus Say, 1840
- Lestes unguiculatus Hagen, 1861
- Lestes urubamba Kennedy, 1942
- Lestes vidua Hagen, 1861
- Lestes vigilax Hagen in Selys, 1862
- Lestes virens (Charpentier, 1825)
- Lestes virgatus (Burmeister, 1839)
- Lestes viridis Vander Linden, 1825
- Lestes viridulus Rambur, 1842